# Гукуні Уеддей
Гукуні Уеддей (фр. Goukouni Oueddei, 1944) — президент Чаду 1979–1982 роках. Нині проживає у вигнанні.

## Біографія

### Громадянська війна
Народився в сім'ї Уеддея Кічідемі, духовного лідера (Дерде) Народу Тубу, що населяв нагір'я Тибести. Вся історія Чаду після колонізації визначається суперництвом мусульманської півночі країни й християнського півдня, Уеддей був представником півночі. В кінці 1960-х років він вступив в Фронт національного визволення Чаду (Фроліна), який ставив собі за мету боротьбу з режимом президента Томбалбая. У 1975 році Томбалбай був убитий в результаті державного перевороту, чим негайно скористалася Лівія, яка ще в 1973 році почала бойові дії в смузі Аузу в пустелі на кордоні з Чадом. У 1976 році Лівія окупувала смугу Аузу, поклавши початок повномасштабного конфлікту з Чадом. Конфлікт супроводжувався громадянською війною в самому Чаді, між різними фракціями, які мали підтримку США, Франції та Лівії. Громадянська війна тривала до середини 1980-х років. При цьому сам Уеддей розглядав режим Томбалбая як інструмент зовнішньої політики Франції для втручання у внутрішні справи Чаду, і після повалення Томбалбая заручився підтримкою Лівії. Його опонент, Гіссен Габре, також житель півночі й представник народу Тубу, не підтримував втручання Лівії в справи Чаду.
За підтримки голови Лівії Муаммара Каддафі в 1978 році Уеддею вдалося витіснити війська Габре з північного Чаду і встановити контроль над північчю країни. У спільному наступі разом з іншою групою, яка користувалася підтримкою Лівії, Армією Вулкан, сили Уеддея швидко просувалися на південь до столиці країни Нджамена. Опинившись фактично в безнадійному становищі, президент Чаду генерал Фелікс Маллум звернувся за допомогою до Франції, і французьким військам, які прийшли на допомогу вдалося зупинити наступ Уеддея.
Як наслідок цього наступу, Маллум і Габре уклали союз, за яким Габре став прем'єр-міністром країни. Однак суперечності між Маллумом, який представляв південь, і Габре, який представляв північ, були дуже сильні, і вже в лютому 1979 року в Нджамені й навколо нього почалися збройні зіткнення між силами Маллума і Габре. В результаті жителі півдня за покликом свого лідера, полковника Абделькадера Камуге, масово втікали з Нджамени на південь країни, і центральна адміністрація Чаду перестала існувати. Північ як і раніше знаходився під контролем Уеддея і Фроліна. У листопаді 1979 року, після тривалих міжнародних зусиль, в Нджамені було утворено коаліційний уряд, що включало як людей з півдня, так і представників півночі (не менше десяти фракцій). Президентом країни став Гукуні Уеддей, віцепрезидентом — Абделькадар Камуге, Гіссен Габре отримав пост міністра оборони.

### Президент Чаду
Вже через кілька місяців вуличні бої в Нджамені поновилися, при цьому сили Габре воювали проти пролівійських фракцій. Бої тривали протягом декількох місяців, в результаті чого близько половини населення Нджамени бігло в сусідній Камерун. У грудні 1980 року лівійські війська за участю танків і важкої артилерії витіснили сили Габре зі столиці, а сам Габре змушений був тікати в Судан.
З самого початку Уеддея розглядали як лівійську маріонетку, а його можливості всередині країни були вкрай обмежені, оскільки він представляв лише малу частину політичних сил.
У січні 1981 року Гукуні Уеддей здійснив державний візит в Триполі, після закінчення якого Каддафі оголосив, що Лівія і Чад мають намір об'єднатися в єдину державу під назвою «Ісламська республіка Сахель». У той час як для Лівії, яка перебувала в міжнародній ізоляції, таке об'єднання було б способом політично закріпити свої військові успіхи, в Чаді повідомлення про об'єднання було сприйнято вкрай негативно усіма політичними силами, які боялися як відродження багаторічного домінування арабів в регіоні, так і, з поглядів християн, встановлення ісламської держави. Сусідні африканські країни також висловилися в досить негативно, і Каддафі змушений був фактично денонсувати рішення. Згодом він втратив цікавість до справ Чаду і в 1982 році, сподіваючись поліпшити своє зовнішньополітичне становище, після року окупації вивів лівійські війська з Нджамени. Відразу після цього війська Габре, які перебували в Судані й користувалися військовою та фінансовою підтримкою США і Єгипту, перейшли кордон і 7 червня Взяли Нджамену. Гукуні Уеддей втік до Лівії.

### Після повалення
У 1983 році Уеддей повернувся в Чад і очолив партизанський рух з метою повалення Габре, якого підтримувала Лівія. Була зроблена спроба врегулювання, в ході якої Уеддей зажадав прийняття нової конституції й лібералізацію діяльності політичних партій. Габре відмовився, і врегулювання не відбулися.
У жовтні 1986 року лівійська поліція заарештувала Уеддея, поранивши його під час арешту. У лютому 1987 року він залишив Лівію і попрямував до Алжиру. З того часу він продовжує жити у вигнанні в Алжирі.
17 квітня 2007 року Уеддей зустрівся з чинним президентом Чаду, Ідрісом Дебі, щоб обговорити шляхи припинення громадянської війни. Зустріч відбулася в столиці Габона Лібревілі. Однак вже 19 квітня лідери двох груп повсталих відхилили пропозицію Гукуні Уеддея про посередництво. 30 липня 2007 року на один день Уеддей, серед двадцяти інших політиків Чаду у вигнанні, повернувся в Чад для консультацій з Ідрісом Дебі.
Він зустрівся з президентом Нігеру Танджою Мамаду 4 березня 2008 року, обговорюючи ситуацію в Чаді після Битви за Нджамену в лютому 2008 року.
У 2013 році його молодша дитина, Сааді Гукуні Уеддей, був призначений урядом Чаду як міністр соціальних справ.

## Спецпосланець
Через протести в Бурунді, центральні африканські лідери, в тому числі Дебі, назначили Гукуні як спеціального посланця в район Великих озер 25 травня 2015 року, щоб допомогти вирішити ситуацію в Бурунді.